# Ikamiut
Ikamiut är en bygd i Västra Grönland tillhörande Qeqertaliks kommun, belägen ca 35 km sydväst om huvudorten Qasigiannguit.
Bygden har cirka 90 invånare (2010).
Under vintertid är Ikamiut Heliport öppen medan under sommartid trafikeras bygden med färja från Qasigiannguit, Aasiaat och Akunnaaq.